# 東洋埠頭
東洋埠頭株式会社（とうようふとう、英: TOYO WHARF & WAREHOUSE CO.,LTD.）は東京都中央区にある大手港湾事業会社。

## 沿革
- 1929年5月 - 日満倉庫株式会社設立。
- 1940年1月 - 株式会社大東園設立。その後東洋埠頭商事株式会社に改称。
- 1946年5月 - 東洋埠頭商事が日満倉庫の事業を引き継ぎ。
- 1947年5月 - 社名を東洋埠頭株式会社に改称。
- 1949年5月 - 東京証券取引所に上場。
- 2023年10月 - 東京証券取引所プライム市場から東京証券取引所スタンダード市場へ市場変更[2]。

## 会社概要
南満州鉄道の物流部門として日満倉庫を設立し創業。満州で倉庫・物流業を手がけ、鉄道資材の保管業務も併営していた。終戦後の南満州鉄道の解体に伴い、日満倉庫も解体対象となり、事業は東洋埠頭商事に全面譲渡された。その後、社名を現在の東洋埠頭に変更した。埠頭業界では規模・売上ともにトップである。